# Teucrium aureum
Espèce
Teucrium aureum, la Germandrée dorée, est une espèce de plantes à fleurs de la famille des Lamiacées d'origine méditerranéenne.

## Habitats
Rocailles, sables et pelouses dolomitiques, garrigues. Altitude comprise entre 200 et 1 800 m.

## Répartition
Ouest-méditerranéen. France : Corbières, Pyrénées orientales, Cévennes, Provence occidentale.

## Liste des sous-espèces
Selon GBIF (25 avril 2024) :
- Teucrium aureum subsp. aureum
- Teucrium aureum subsp. turdetanum Devesa & Valdés Berm.

## Systématique
Le nom correct complet (avec auteur) de ce taxon est Teucrium aureum Schreb..
Ce taxon porte en français le nom vernaculaire ou normalisé suivant : Germandrée dorée,,.
Teucrium aureum a pour synonymes :
- Polium aureum (Schreb.) Moench
- Teucrium commune subsp. aureum (Schreb.) Rouy
- Teucrium flavovirens Batt.
- Teucrium polium subsp. aureum (Schreb.) Arcang.
- Teucrium tomentosum Vill., 1787